# Whatleyella
Whatleyella is een geslacht van kreeftachtigen uit de klasse van de Ostracoda (mosselkreeftjes).

## Soort
- Whatleyella sanguinettiae Coimbra, Carreño & Ferron, 1994